# Мар'янко Юлія Віталіївна
Ю́лія Віта́ліївна Мар'я́нко (* 1988) — спортсменка (синхронне плавання), майстер спорту міжнародного класу (2008), бронзова призерка чемпіонату Європи.

## З життєпису
Народилась 1988 року в місті Миколаїв. Дочка Тетяни Мар'янко. Виступала за спортивне товариство «Україна» (Харків). Тренер — Світлана Саїдова. Закінчила Харківську академію фізичної культури (2010), Університет штату Огайо (2014).
Бронзова призерка Чемпіонату Європи з водних видів спорту-2008 (Ейндховен, Нідерланди); і -2010 (Будапешт). Призерка відкритих чемпіонатів РФ (2006; 2008) та Італії (2007—2008).
Бронзова призерка юніорського чемпіонату Європи (Бонн, Німеччина, 2005).
Багаторазова призерка чемпіонатів і Кубків України.
2003—2009 роки — спортсмен-інструктор збірної команди України з синхронного плавання. Надалі мешкає в США.